# Världsmästerskapen i rodel 2025
Världsmästerskapen i rodel 2025 hölls mellan den 6 och 8 februari 2025 i Whistler i Kanada. Det var den 53:e upplagan av världsmästerskapen i rodel.

## Program
Det tävlades i sju grenar.
Alla tider är lokala (UTC−8).
| Datum      | Tid   | Grenar                     |
| ---------- | ----- | -------------------------- |
| 6 februari | 10:30 | Mixeddubbel                |
| 6 februari | 11:45 | Mixedsingel                |
| 7 februari | 14:01 | Herrarnas dubbel, 1:a åket |
| 7 februari | 14:46 | Damernas dubbel, 1:a åket  |
| 7 februari | 15:42 | Herrarnas dubbel, 2:a åket |
| 7 februari | 16:20 | Damernas dubbel, 2:a åket  |
| 7 februari | 17:20 | Damernas singel, 1:a åket  |
| 7 februari | 18:55 | Damernas singel, 2:a åket  |
| 8 februari | 13:45 | Herrarnas singel, 1:a åket |
| 8 februari | 15:20 | Herrarnas singel, 2:a åket |
| 8 februari | 17:00 | Lagstafett                 |

## Medaljörer
| Gren             | Guld | Guld     | Silver                                                                                    | Silver   | Brons                                                                                         | Brons    |
| Herrarnas singel | Max Langenhan · Tyskland                                                                                 | 1.39,922 | Felix Loch · Tyskland                                                                     | 1.40,057 | Nico Gleirscher · Österrike                                                                   | 1.40,144 |
| Herrarnas dubbel | Tyskland Hannes Orlamünder Paul Gubitz                                                                   | 1.16,538 | Lettland Mārtiņš Bots Roberts Plūme                                                       | 1.16,640 | Tyskland Tobias Wendl Tobias Arlt                                                             | 1.16,671 |
| Damernas singel  | Julia Taubitz · Tyskland                                                                                 | 1.17,206 | Merle Fräbel · Tyskland                                                                   | 1.17,247 | Emily Sweeney · USA                                                                           | 1.17,249 |
| Damernas dubbel  | Österrike Selina Egle Lara Kipp                                                                          | 1.17,724 | Tyskland Jessica Degenhardt Cheyenne Rosenthal                                            | 1.17,753 | Tyskland Dajana Eitberger Magdalena Matschina                                                 | 1.17,784 |
| Mixedsingel      | Tyskland Max Langenhan Julia Taubitz                                                                     | 1.22,354 | USA Jonathan Gustafson Emily Sweeney                                                      | 1.22,449 | Österrike David Gleirscher Madeleine Egle                                                     | 1.22,678 |
| Mixeddubbel      | Österrike Thomas Steu Wolfgang Kindl Selina Egle Lara Kipp                                               | 1.22,894 | Tyskland Hannes Orlamünder Paul Gubitz Dajana Eitberger Magdalena Matschina               | 1.22,912 | Tyskland Tobias Wendl Tobias Arlt Jessica Degenhardt Cheyenne Rosenthal                       | 1.22,991 |
| Lagstafett       | Tyskland Julia Taubitz Hannes Orlamünder Paul Gubitz Max Langenhan Jessica Degenhardt Cheyenne Rosenthal | 2.50,361 | Österrike Madeleine Egle Thomas Steu Wolfgang Kindl Nico Gleirscher Selina Egle Lara Kipp | 2.50,492 | Kanada Embyr-Lee Susko Devin Wardrope Cole Zajanski Theo Downey Beattie Podulsky Kailey Allan | 2.51,641 |

## Medaljtabell
*   Värdland ( Kanada)
| Nr                  | Nation              | Guld | Silver | Brons | Totalt |
| ------------------- | ------------------- | ---- | ------ | ----- | ------ |
| 1                   | Tyskland            | 5    | 4      | 3     | 12     |
| 2                   | Österrike           | 2    | 1      | 2     | 5      |
| 3                   | USA                 | 0    | 1      | 1     | 2      |
| 4                   | Lettland            | 0    | 1      | 0     | 1      |
| 5                   | Kanada*             | 0    | 0      | 1     | 1      |
| Totalt (5 nationer) | Totalt (5 nationer) | 7    | 7      | 7     | 21     |